# Kardynałowie z nominacji Bonifacego VIII
Papież Bonifacy VIII (1294–1303) mianował 15 nowych kardynałów na pięciu konsystorzach:

## Konsystorz 26 lutego (?) 1295
(1) 1. Benedetto Caetani, bratanek papieża – kardynał diakon Ss. Cosma e Damiano, zm. 14 grudnia 1296

## Konsystorz 17 grudnia 1295
(2) 1. Giacomo Tomassi-Caetani OFM, siostrzeniec papieża – kardynał prezbiter S. Clemente, zm. 1 stycznia 1300
(3) 2. Francesco Napoleone Orsini – kardynał diakon S. Lucia in Orfea, zm. 6 grudnia 1311.
(4) 3. Giacomo Caetani Stefaneschi, audytor Roty Rzymskiej – kardynał diakon S. Giorgio in Velabro, zm. 23 czerwca 1341
(5) 4. Francesco Caetani, bratanek papieża – kardynał diakon S. Maria in Cosmedin, zm. 16 maja 1317
(6) 5. Pietro Valeriano Duraguerra, wicekanclerz św. Kościoła Rzymskiego – kardynał diakon S. Maria Nuova, zm. 17 grudnia 1302.

## Konsystorz 4 grudnia 1298
(7) 1. Gonzalo Gudiel, arcybiskup Toledo – kardynał biskup Albano, zm. 7 listopada 1299.
(8) 2. Teodorico Ranieri, arcybiskup elekt Pizy, kamerling św. Kościoła Rzymskiego – kardynał prezbiter S. Croce in Gerusalemme, następnie kardynał prezbiter S. Croce in Gerusalemme i biskup elekt Città Papale (13 czerwca 1299), kardynał biskup Città Papale (1300), zm. 7 grudnia 1306.
(9) 3. Niccolò Boccasini OP, generał zakonu dominikanów – kardynał prezbiter S. Sabina (tytuł nadany 25 marca 1299), następnie kardynał biskup Ostia e Velletri (2 marca 1300) i papież Benedykt XI (22 października 1303), zm. 7 lipca 1304
(10) 4. Riccardo Petroni, wicekanclerz św. Kościoła Rzymskiego – kardynał diakon S. Eustachio, zm. 10 lutego 1314.

## Konsystorz 2 marca 1300
(11) 1. Leonardo Patrasso, krewny papieża, arcybiskup Kapui – kardynał biskup Albano, zm. 7 grudnia 1311.
(12) 2. Gentile da Montefiore OFM, lektor Świętego Pałacu – kardynał prezbiter Ss. Silvestro e Martino, zm. 27 października 1312.
(13) 3. Luca Fieschi, bratanek Adriana V i krewny króla Aragonii Jakuba II – kardynał diakon S. Maria in Via Lata, zm. 31 stycznia 1336.

## Konsystorz 15 grudnia 1302
(14) 1. Pedro Rodríguez, biskup Burgos – kardynał biskup Sabiny, zm. 20 grudnia 1310.
(15) 2. Giovanni Minio da Morrovalle OFM, generał zakonu franciszkanów – kardynał biskup Porto e S. Rufina, zm. w kwietniu 1313